# Château de la Grillière (Faye-la-Vineuse)
Le château de la Grillière est un château situé à Faye-la-Vineuse (Indre-et-Loire) et inscrit aux monuments historiques le 16 septembre 1953.